# Apeltes
Apeltes is een monotypisch geslacht van straalvinnige vissen uit de familie van de Gasterosteidae (stekelbaarzen).

## Soort
- Apeltes quadracus (Mitchill, 1815) – Vierdoornige stekelbaars